# Javier Tusell Gómez
Javier Tusell Gómez (Barcelona, 26 d'agost de 1945 – 8 de febrer de 2005) fou un historiador i polític català, criat a Madrid, catedràtic d'Història Contemporània a la UNED. La seva extensa obra contribuí notablement a aclarir la història contemporània d'Espanya.
Assolí la llicenciatura de filosofia i lletres i ciències polítiques i el doctorat en història en la Universitat Complutense de Madrid. Fou catedràtic d'història contemporània en la Universitat de València (1977-1981) i en la Universitat Nacional d'Educació a Distància (UNED) (1981-2005). Afiliat el 1977 a la Unión de Centro Democrático (UCD), va estar al front de la Dirección General de Patrimonio Artístico, Archivos i Museos (1979-1982), institució des de la qual feu importants aportacions a la vida cultural i artística espanyola, entre elles el trasllat del Guernica de Pablo Picasso des de la seu de Nacions Unides a Nova York a Espanya.

## Biografia
Nascut a Barcelona, es va traslladar ben aviat a Madrid amb la seva família. Va cursar el batxillerat al Col·legi dels Sagrats Cors de Madrid i va simultaniejar posteriorment les carreres de Filosofia, aconseguint premi extraordinari en la llicenciatura d'Història, i Ciències Polítiques a la Universitat Complutense de Madrid, on va ser alumne de José María Jover. En la seva etapa d'estudiant universitari va militar en la Unió d'Estudiants Demòcrates i en la Unió de Joves Demòcrates Cristians, motiu pel qual se li va obrir un expedient acadèmic el 1965 (posteriorment tancat), col·laborant a més en la supressió del SEU (Sindicato Español Universitario, organització franquista en la qual havien d'enquadrar-se els estudiants universitaris).
Després de doctorar-se i especialitzar-se en Història Contemporània, es va dedicar a la docència des de 1966. Va ser professor ajudant en la Facultat de Filosofia i Lletres de la Universitat Complutense. El 1975 assoleix, per oposició, la plaça d'agregat d'Història Contemporània Universal i d'Espanya de la Universitat Autònoma de Barcelona. El 9 de febrer de 1977, obté la càtedra d'Història de Contemporània en la Universitat de València, on va començar a impartir classes en el curs 77–78. A més, va ser professor de l'Escola Diplomàtica i director del centre de Madrid de l'Institut de Cultura Política. El 1981 va obtenir la càtedra d'Història Contemporània de la Universitat Nacional d'Educació a Distància (UNED), que des de llavors va ocupar.
Atret per la política, va ingressar en 1974 en la Federació Popular Democràtica, formació de caràcter democristià que liderava José María Gil Robles (la FPD estava integrada en l'Equip de la Democràcia Cristiana d'Espanya, juntament amb el Partit Nacionalista Basc, la Unió Democràtica de Catalunya i la Izquierda Democrática de Joaquín Ruiz-Giménez). Després del desastre electoral a les eleccions generals espanyoles de 1977, Tusell abandona la FPD para ingressar al Partit Popular Demòcrata Cristià de Fernando Álvarez de Miranda, integrat en la Unió de Centre Democràtic (UCD) (abril de 1977). El 1979, en les primeres eleccions municipals de la democràcia, fou escollit regidor de Madrid en les llistes de la UCD (encara que la UCD és la llista més votada en l'ajuntament de Madrid, el PCE i el PSOE s'uniren per a nomenar alcalde al socialista Enrique Tierno Galván). Entre aquest any i 1982 ocupa la Direcció general de Patrimoni Artístic, Arxius i Museus del Ministeri de Cultura, transformada posteriorment en Direcció general de Belles Arts. En aquesta etapa dirigeix les negociacions amb la família Picasso i el Museu d'Art Modern de Nova York (Museum of Modern Art, MOMA) per al trasllat a Espanya del Guernica de Picasso, així com la seva instal·lació en el Museu del Prado de Madrid, al Casón del Buen Retiro, el que va constituir tot un símbol de la normalització de l'Espanya democràtica (ja que Picasso havia establert que la seva obra només tornaria a Espanya quan existís en ella un règim democràtic).
Tot i això, el 28 d'abril de 1982 va ser destituït per la llavors ministra de Cultura, Soledad Becerril, amb la qual discrepava en matèries de biblioteques oficials i restauracions, i per la pretensió d'aquesta de posar-hi algú de la seva confiança. La seva destitució, per telèfon, va ser contestada pel món de la cultura espanyola amb un homenatge (11 de maig de 1982) al qual van assistir, entre d'altres, Joan Miró, Pablo Serrano, Tàpies i Chillida. Després d'un breu pas pel Partit Demòcrata Popular (PDP), d'Óscar Alzaga, va abandonar la política i se'n va tornar a la seva càtedra de la UNED, que va ocupar fins a la seva mort. El Consell de Ministres el va nomenar el 1999 patró en representació de l'Estat en la Fundació Col·lecció Thyssen-Bornemisza.
A més de les seves activitats docents i com a escriptor, també va desenvolupar una abundant activitat periodística. Va col·laborar amb diaris espanyols com El Mundo, El País, La Vanguardia o el desaparegut Diario 16 com també en la ràdio en la Cadena SER. Al començament del març de 2002 va ser ingressat a causa d'una infecció bacteriana causada per una leucèmia, la qual li provocà la mort el 8 de febrer de 2005. Estava casat amb la també historiadora Genoveva García Queipo de Llano i tenia dos fills, Javier i Genoveva.

## Activitat intel·lectual
Especialista en la història contemporània d'Espanya, Tusell va construir una producció ingent i imprescindible per al coneixement de la història política d'Espanya en el segle XX: eleccions i partits polítics, Alfons XIII, el caciquisme, el cop d'estat de Primo de Rivera, la democràcia cristiana a Espanya, Franco i el seu règim, Espanya i la II Guerra Mundial, les relacions entre Franco i el Comte de Barcelona, els catòlics sota el franquisme, l'oposició democràtica a aquest règim, Carrero Blanco, Arias Navarro, la figura del príncep i després rei Joan Carles… Tot això per tal de tractar d'explicar un tema crucial i obsessiu per a la generació a què va pertànyer: la democràcia a Espanya, les raons per les quals no es va estabilitzar durant la Segona República i les conseqüències del seu fracàs —la dictadura franquista—, així com el restabliment de la democràcia i el caràcter de la Monarquia del rei Joan Carles I i de l'Estat de les autonomies.
Crític amb els intel·lectuals, va afirmar que guardaven «massa silenci» en matèries delicades com el GAL o «els problemes reals de la nostra democràcia». L'any 1989 va abandonar la reunió del jurat del Premi Espejo de España, juntament amb altres membre per considerar que el guanyador del premi estava ja decidit. Va ser un dels signants, en 1995, del manifest En defensa de la democràcia, que demanava la dimissió de Felipe González i la convocatòria d'eleccions. També va impulsar un manifest contra el projecte de Llei Orgànica d'Universitats del govern de José María Aznar que va reunir 8.500 signatures de professors universitaris però que va ser aprovada finalment al desembre de 2001. El 30 de juny de 2000 va demanar públicament més mitjans per a l'ensenyament de la història.

### Obres
- Sociología electoral de Madrid (1969)
- La Segunda República en Madrid (1970)
- Las elecciones del Frente Popular en España (1971)
- La reforma de la Administración local en España (1973)
- Historia de la Democracia Cristiana en España (1974)
- La España del siglo XX (1975). Premi “Mundo de Ensayo” 1975
- El caciquismo en Andalucía (1976). Premi Nacional de Literatura, en assaig, i Premi Menéndez Pelayo d'Historia Espanyola i Iberoamericana.
- La política y los políticos en tiempos de Alfonso XIII (1976)
- La oposición democrática al franquismo 1932–1962 (1977). Premi Espejo de España en 1977 i “premio Nacional de Ensayo”
- Franco y los católicos: la política interior española entre 1945 y 1957 (1984)
- Franco y los políticos (1985)
- Franco y Mussolini. La política española durante la segunda guerra mundial (1985), del que és coautora Genoveva García Queipo de Llano.
- La política interior de España entre 1932-1962 (1985)
- Juan Carlos I. La restauración de la Monarquia (1995)
- Hijos de la sangre (1986)
- La derecha española contemporánea (1986), amb Juan Avilés.
- Radiografía de un golpe de Estado (1987)
- La URSS y la perestroika desde España (1988)
- La España de Franco (1989)
- La dictadura de Franco (1989)
- Retrato de Mario Vargas Llosa (1990)
- Manuel Giménez Fernández: precursor de la democracia española (1990), amb José Calvo.
- El secuestro de la democracia (1990), amb Justino Sinova.
- Franco en la Guerra Civil. Una biografía política (1992). Premi Comillas de Biografia, Autobiografia i Memòries
- Maura y el regeneracionismo (1993). Primer premi Antonio Maura d'Investigació Històrica
- Carrero. La eminencia gris del régimen de Franco (1993)
- La transición española (1995)
- Juan Carlos I. La restauración de la monarquía (1995)
- Franco, España y la II Guerra Mundial: entre el Eje y la neutralidad (1995)
- La revolución postdemocrática (1997)
- España, una angustia nacional (1999)
- Arte, historia y política en España (1890–1939) (1999)
- La política exterior de España en el siglo XX (2000)
- Fotobiografía de Juan Carlos I (2000)
- Una breve historia del siglo XX: los momentos decisivos (2001)
- Alfonso XIII. El rey polémico (2002), realitzada en col·laboració de la seva esposa.
- Vivir en guerra. Historia ilustrada de España 1936–1939 (2003)
- Tiempo de incertidumbre: Carlos Arias Navarro entre el franquismo y la transición (1973-1976) (2003)
- Fascismo y franquismo cara a cara: una perspectiva histórica (2004)
- El aznarato: el gobierno del Partido Popular 1996–2003 (2004)
- Dictadura franquista y democracia, 1939–2004 (2005)

### Premis
- En 1977 aconseguí el Premi Espejo de España, el Premi Nacional d'Assaig i el Menéndez Pelayo d'Història.
- En 1986 obté el Premi España, per Hijos de sangre.
- En 1997, el Premi Internacional d'Assaig Jovellanos, per La revolución postdemocrática.
- En 2002, és guardonat amb el IX Premi Blanquerna.